# Matična loža "Kilwinning"
Matična loža "Kilwinning" br. 0 (engl. Lodge Mother Kilwinning No. 0), često i Matični Kilwinning (Mother Kilwinning) ili Matična loža Škotske (The Mother Lodge of Scotland), škotska je masonska loža sa sjedištem u Kilwinningu koja radi pod okriljem Velike lože Škotske. Na službenom popisu loža nosi oznaku br. 0 – što se tradicionalno tumači kao "ništa", a ne kao broj – čime se simbolički ističe njezina posebnost i navodno povijesno prvenstvo. Iako se u određenim krugovima smatra najstarijom ložom ne samo u Škotskoj, nego i u svijetu, za tu tvrdnju ne postoji vjerodostojna povijesna dokumentacija.
Oko 1630. godine, Loža "Kilwinning" navodno je sastavila obred poznat kao Obred masonske riječi, koji prema mišljenju mnogih istraživača slobodnog zidarstva predstavlja najstariji sačuvani slobodnozidarski obred na svijetu.

## Povijest
Prema predaji, opatiju u Kilwinningu izgradili su klesari koji su stigli iz kontinentalne Europe i ondje osnovali ložu, premda je opatija u Dunfermlineu osnovana 34 godine ranije. Godine 1599. William Schaw donosi tzv. Drugi Schawov statut, u kojem određuje da "nadzornik Lože Kilwinning" mora "ispitati vještinu pamćenja i znanje svakog pomoćnika i svakog šegrta, u skladu s njihovim pozivima".
Već za vladavine Jakova VII. (druga polovica 17. stoljeća), loža u Kilwinningu izdavala je ovlasti za osnivanje novih loža na području Škotske. Prva poznata takva loža bila je "Canongate Kilwinning", osnovana 1677. godine, koja predstavlja najstariji zabilježeni slučaj u svijetu da je jedna loža dobila povelju izravno od druge lože.
Godine 1736. osnovana je Velika loža Škotske, a Loža "Kilwinning" bila je među osnivačicama. Te iste godine podnijela je zahtjev da bude priznata kao najstarija loža u Škotskoj. Međutim, kao što se često događalo u dugoj povijesti slobodnog zidarstva, njezini najraniji arhivski zapisi bili su izgubljeni, pa se taj zahtjev nije mogao dokumentirano potvrditi. Stoga je peticija odbijena, što je rezultat dugotrajnog povijesnog spora o prvenstvu s Ložom "Edinburgh" br. 1. Tako se Loža "Kilwinning" povukla iz Velike lože te je ponovno djelovala kao samostalna velika loža, osnivajući nove lože u Škotskoj, na kontinentu, kao i u američkoj saveznoj državi Virginiji te u Irskoj.
Sukob između dviju loža oko pitanja povijesne starješinstva trajao je sve do 1807. godine, kada su se Velika loža Škotske i samoproglašena Velika loža Kilwinninga konačno ujedinile na sastanku u Glasgowu. Kao kompromis, Loži "Kilwinning" priznato je simboličko prvenstvo dodjeljivanjem broja 0, čime je postavljena na prvo mjesto među ložama u sastavu Velike lože Škotske, ispred Drevne lože Edinburgha "Marijina kapela" br. 1. Zauzvrat, Loža "Kilwinning" odustala je od svoje neovisnosti i pristala na integraciju u nacionalnu veliku ložu, "donoseći sa sobom sve svoje lože-kćeri".
U razdoblju između 1628. i 1637. godine, upravo je u sklopu ove lože navodno nastao obred poznat kao Obred masonske riječi, koji mnogi povjesničari slobodnog zidarstva smatraju najranijim oblikom obreda. Danas Loža "Kilwinning" prakticira Standardni škotski obred, koji se poziva na njezino povijesno naslijeđe i tradiciju.

## Pokrajinska velika loža Kilwinning
Prema tradiciji, osoba koja je obnašala dužnost starješine Lože "Kilwinning" istovremeno je nosila titulu pokrajinskog velikog majstora za Ayrshire. Zbog tog prestižnog položaja, brojni su članovi drugih loža prelazili upravo u "Kilwinning". No, ta je praksa promijenjena 1983. godine, kada je Loža "Kilwinning" izdvojena iz pokrajine Ayrshire i stavljena pod nadležnost novoosnovane Pokrajinske velike lože Kilwinning (Provincial Grand Lodge of Kilwinning). Kao rezultat te reorganizacije, Loža "Kilwinning" sada imenuje svog predstavnika u Veliku ložu Škotske, koji obnaša dužnost velikog nositelja Biblije (Grand Bible Bearer), što dodatno simbolizira njezin poseban status unutar strukture škotskog slobodnog zidarstva.

## Muzej
Muzej Matične lože (Mother Lodge Museum) čuva brojne slobodnozidarske artefakte i insignije, među kojima se nalaze medalje, pečati, ukrasni predmeti, fotografije i povijesni dokumenti. Ovaj muzej je otvoren je početkom 1970-ih. Posjeti muzeju i razgledavanje povijesne zgrade lože moguće su isključivo uz prethodnu najavu.

## Vanjske poveznice
|  | Zajednički poslužitelj ima još gradiva o temi Matična loža "Kilwinning" |

- Službena stranica